# Homorúd
Homorúd (horvátul: Kalinjača) község Baranya vármegyében, a Mohácsi járásban.

## Fekvése
A Mohácsi-szigeten fekszik, annak névadó városa, Mohács délkeleti szomszédságában. Déli határában helyezkedik el a Duna–Dráva Nemzeti Park egyik fontos tájegysége, a korábban sokáig önálló tájvédelmi körzetnek számító ártéri erdőség, Béda-Karapancsa.
A település központját szinte minden irányból Mohácshoz tartozó határrészek veszik körül, de délkeleti külterületei révén határos kelet felől Dávoddal, délkelet felől Hercegszántóval, délnyugat felől Kölkeddel, sőt déli határszéle egy rövidke szakaszon még az államhatárral is egybeesik.

### Megközelítése
Lakott területén az 5151-es út húzódik végig, közúton csak ezen érhető el, Mohács és Hercegszántó irányából egyaránt. Az ország távolabbi részei felől a legegyszerűbben az 51-es főúton közelíthető meg, amelyről Nagybaracskánál kell letérni az 5107-es útra, majd arról lekanyarodni az 5151-esre.

## Története
Homorúdnak igazából csak újkori története van, s nem is kimondottan a község, hanem annak térsége múltjáról mintegy 200 évre visszamenően szólnak a lejegyzett krónikák. Maga a település hivatalosan 1952-től létezik, azt megelőzően szétszórt tanyavilág volt az egész Mohács-sziget, s a tanyacsoportos forma csupán az 1923–27-es években kezdett kialakulni, melyet Balázsszállásnak neveztek. Frigyes főherceg tulajdonát képezte ugyanis a falu területéhez tartozó 300 holdas erdő 1945-ig, s e birtokon dolgozó szegényebb emberek szálláshelye volt itt. Szintén a 40-es évek közepéig tartozott a Riha-tó és környéke a Pécsi Püspökséghez. Az írásos emlékek szerint 1921-től Rihán és 1926-tól Homorúdon egyházi iskola működött. Aztán a tanyavilágból született az első önálló község, Homorúd, melynek történetében a megrázó emlékű 1956-os jeges árvíz jelentős változást hozott, hiszen miután a jégtáblák a sziget szinte minden tanyáját lesöpörték a föld színéről, a faluban az újjáépítést már tervszerűen végezték, amit ma is érzékeltetnek a szabályosan elhelyezkedő utcák, telkek. Mindössze négy jellegzetes szigeti tanyaépület maradt meg, ezek közül a népi építészet érdekes jegyeit láttatja a homorúdi: a sövényfalú, nádtetős tájházat 1979-ben ugyan védetté nyilvánították, de fenntartásáról többnyire csak az önkormányzat és a helyi nyugdíjasklub tagjai gondoskodnak.

## Közélete

### Polgármesterei
- 1990–1994: Brévai Jánosné (független)[4]
- 1994–1998: Görcs Péter (független)[5]
- 1998–2002: Németvarga István (független)[6]
- 2002–2006: Németvarga István (független)[7]
- 2006–2008: Aranyos Tibor (független)[8]
- 2008–2010: Teszárik József (független)[9]
- 2010–2014: Teszárik József (független)[10]
- 2014–2019: Teszárik József (független)[11]
- 2019–2024: Éberling Balázs (független,[12] 2020 szeptemberétől Mi Hazánk[13])
- 2024– : Pávkovics Zsuzsanna (független)[1]

A településen 2008. október 5-én időközi polgármester-választást tartottak, az előző polgármester lemondása miatt.

## Népesség
A település népességének változása:
| Lakosok száma | 616  | 604  | 599  | 514  | 498  | 550  | 516  | 526  |
|               | 2013 | 2014 | 2015 | 2019 | 2021 | 2022 | 2023 | 2024 |

A 2011-es népszámlálás során a lakosok 90,6%-a magyarnak, 1,1% cigánynak, 2,3% horvátnak, 2,9% németnek, 0,5% szerbnek, 0,2% szlováknak mondta magát (8,8% nem nyilatkozott; a kettős identitások miatt a végösszeg nagyobb lehet 100%-nál). A vallási megoszlás a következő volt: római katolikus 68,7%, református 3,4%, evangélikus 0,5%, görögkatolikus 0,5%, felekezeten kívüli 12,5% (13,4% nem nyilatkozott).
2022-ben a lakosság 91,1%-a vallotta magát magyarnak, 4,2% horvátnak, 2,9% németnek, 2,7% cigánynak, 0,4% szerbnek, 0,4% egyéb, nem hazai nemzetiségűnek (8,5% nem nyilatkozott; a kettős identitások miatt a végösszeg nagyobb lehet 100%-nál). Vallásuk szerint 44,2% volt római katolikus, 5,1% református, 0,2% evangélikus, 0,4% egyéb keresztény, 0,5% egyéb katolikus, 17,6% felekezeten kívüli (31,8% nem válaszolt).